# تامشاشت (تمضيت)
تامشاشت هي إحدى مشيخات المملكة المغربية، تتبع جغرافيا لإقليم تاونات وإداريًا لتمضيت. يقدر عدد سكانها بـ 2362 نسمة حسب الإحصاء الرسمي للسكان والسكنى لسنة 2004.